# Фукал, Милан
Милан Фукал (чеш. Milan Fukal; род. 16 мая 1975, Яблонец-над-Нисоу, Северочешский край) — чешский футболист, полузащитник.

## Карьера

### Клубная
Большую часть провёл в Чехии, выступая за такие клубы, как «Карловы Вары», «Мельник», «Чески-Брод», «Пеликан» (Дечин), «Богемианс» (Прага), «Яблонец», «Спарта» (Прага), «Яблонец 97», «Градец-Кралове». После игры на Евро 2000 привлёк внимание немецкого клуба «Гамбург», в который перешёл в 2000 году. В 2004 году перешёл в «Боруссию» из Мёнхенгладбаха.

### В сборной
Дебют за сборную Чехии состоялся 21 декабря 1997 года в матче за 3-е место на Кубке Конфедераций против сборной Уругвая, выйдя на поле в основном составе. Матч закончился со счётом 1:0 в пользу сборной Чехии. Также был включён в состав сборной на Чемпионат Европы 2000 в Бельгии и Нидерландах. Всего Фукал провёл за сборную 19 матчей и забил 2 гола.

#### Голы за сборную
| №  | Дата           | Место                 | Соперник  | Счёт | Результат | Соревнование      |
| -- | -------------- | --------------------- | --------- | ---- | --------- | ----------------- |
| 1. | 29 марта 2000  | На Стинадлех, Теплице | Австралия | 1:0  | 3:1       | Товарищеский матч |
| 2. | 20 ноября 2002 | На Стинадлех, Теплице | Швеция    | 1:0  | 3:3       | Товарищеский матч |